# (2311) El Leoncito
(2311) El Leoncito (1974 TA1) – planetoida z grupy pasa głównego asteroid okrążająca Słońce w ciągu 6,97 lat w średniej odległości 3,65 au. Odkryta 10 października 1974 roku.